# Lukostřelba na Letních olympijských hrách 2008
Lukostřelba na Letních olympijských hrách 2008 v čínském Pekingu.

## Medailisté

### Muži
| Kategorie   | Zlato                                                             | Stříbro                                                       | Bronz                                             |
| ----------- | ----------------------------------------------------------------- | ------------------------------------------------------------- | ------------------------------------------------- |
| Jednotlivci | Viktor Ruban · Ukrajina (UKR)                                     | Park Kyung-Mo · Jižní Korea (KOR)                             | Bair Baďonov · Rusko (RUS)                        |
| Družstvo    | Jižní Korea (KOR) · Im Tong-hjon · Lee Chang-Hwan · Park Kyung-Mo | Itálie (ITA) · Mauro Nespoli · Marco Galiazzo · Ilario Di Buò | Čína (CHN) · Jiang Lin · Li Wenquan · Xue Haifeng |

### Ženy
| Kategorie     | Zlato                                                          | Stříbro                                           | Bronz                                                               |
| ------------- | -------------------------------------------------------------- | ------------------------------------------------- | ------------------------------------------------------------------- |
| Jednotlivkyně | Zhang Juanjuan · Čína (CHN)                                    | Pak Song-hjon · Jižní Korea (KOR)                 | Yun Ok-Hee · Jižní Korea (KOR)                                      |
| Družstvo      | Jižní Korea (KOR) · Pak Song-hjon · Yun Ok-Hee · Joo Hyun-Jung | Čína (CHN) · Zhang Juanjuan · Chen Ling · Guo Dan | Francie (FRA) · Virginie Arnold · Sophie Dodemont · Bérangère Schuh |

## Medailové pořadí
| Pořadí | Země              | Zlato | Stříbro | Bronz | Celkově |
| ------ | ----------------- | ----- | ------- | ----- | ------- |
| 1.     | Jižní Korea (KOR) | 2     | 2       | 1     | 5       |
| 2.     | Čína (CHN)        | 1     | 1       | 1     | 3       |
| 3.     | Ukrajina (UKR)    | 1     | 0       | 0     | 1       |
| 4.     | Itálie (ITA)      | 0     | 1       | 0     | 1       |
| 5.     | Francie (FRA)     | 0     | 0       | 1     | 1       |
| 5.     | Rusko (RUS)       | 0     | 0       | 1     | 1       |
| Celkem | Celkem            | 4     | 4       | 4     | 12      |